# Viva! Bravo!
Viva! Bravo! es el vigésimo álbum de estudio de la boy band puertorriqueña Menudo y el primero en ser grabado en italiano. Lanzado en 1986 por la discográfica Globo Records, refleja la continua estrategia de adaptación lingüística para alcanzar públicos de diferentes países.
La formación de miembros de este período incluía a Charlie Massó, Robby Rosa, Ricky Martin, Raymond Acevedo y el nuevo integrante Sergio Gonzalez, quien sustituyó a Roy Rosselló. La lista de pistas incluye versiones de canciones originalmente grabadas en español e inglés, de cinco álbumes anteriores, a saber: Por amor (1982), A todo rock (1983), Evolución (1984), Menudo (1985) y Ayer y hoy (1986).

## Antecedentes y contexto
En 1983, el grupo Menudo firmó un contrato de seis años para el lanzamiento de doce discos con la discográfica RCA Records, que fue cerrado por una cifra multimillonaria. Con el éxito de los primeros álbumes grabados en inglés y portugués, respectivamente titulados Reaching Out (1984) y Mania (1984), formaba parte de la estrategia de la discográfica para continuar expandiendo sus negocios más allá de las fronteras del sur, incluyendo países europeos como España e Italia.

## Producción y grabación
El 7 de enero de 1985, el periódico La Opinión informó que estaba en los planes del grupo entrar en el estudio y grabar canciones en italiano durante el primer semestre de ese año. Las grabaciones se llevaron a cabo en los Estudios Kirios, pertenecientes a Discos CBS, en Madrid, España, y en el estudio American Recording Co., en Hollywood, Estados Unidos. Las mezclas se realizaron en los Estudios Eurosonic, en Madrid. El álbum fue producido por Edgardo Díaz, creador y empresario del grupo, con la asistencia de Mary Lynne Pagán y Olimpio Petrossi. En cuanto a la parte gráfica (portada y contraportada), el responsable fue Antonio Dojmi.
El título del álbum proviene de la primera canción del lado A del disco, "Viva! Bravo!", que en sus versiones en español e portugués llevan el mismo nombre, y están presentes, respectivamente, en los álbumes Ayer y hoy y A Festa Vai Começar, ambos de 1986. Las versiones mencionadas lograron éxito en las radios, apareciendo entre las primeras posiciones en las listas musicales de países latinos, tales como Bolivia (La Paz), y Brasil (Río de Janeiro).

## Repertorio
La lista de canciones incluye versiones de temas originalmente grabados en español e inglés, de álbumes anteriores. Del álbum Ayer y hoy (1986) provienen la ya mencionada "Viva! Bravo!" ("Viva! Bravo!"), además de "Guardando Il Cielo Ed Un Gabbiano" ("Pañuelo blanco americano") y "Vicino A Te" ("Acércate"). De Evolución (1984) se adaptaron "Baci Al Cioccolato" ("Sabes a chocolate"), "Il Primo Amore" ("Amor primero") y "Acqua Candida" ("Agua de limón"). Del álbum A todo rock (1983) derivan "Tu Come Stai (Senza Me)" ("Si tú no estás"), "Vivi La Vita" ("No te reprimas") y "La Più Carina" ("Piel de manzana"). "Dolci Baci" es una versión de "Dulces besos" del álbum Por amor, de 1982. Finalmente, del álbum Menudo (1985) se tradujeron "Al Di Là Che Cosa C'è" ("You And Me All The Way") y "Sogni" ("Hold Me").

## Divulgación y bastidores
Como parte de la promoción, el grupo viajó a Italia el 12 de febrero de 1986, para presentarse en la trigésima sexta edición del Festival de Sanremo (36º Festival della canzone italiana), donde interpretaron las canciones "Baci al cioccolato" y "Viva! Bravo!". La discográfica RCA incluyó "Baci al cioccolato" en el álbum recopilatorio Speciale Sanremo '86, que alcanzó la sexta posición en las listas musicales italianas.
En ese periodo, ocurrió un incidente narrado por Ramón L. Acevedo en la biografía “¡Papi, Quiero Ser Un Menudo!”. El autor reveló tensiones internas en Menudo tras acusaciones de abuso sexual de menores contra Edgardo Díaz, empresario del grupo, realizadas por Ricky Martin y otro integrante. Después de tocamientos inapropiados hacia los chicos, Ricky escapó llorando y buscó apoyo de Robby y Charlie, quienes confrontaron a Edgardo, amenazándolo y condenando su comportamiento. La revelación llevó a los padres a cuestionar los contratos de sus hijos, mientras Edgardo intentaba manipular a los integrantes y aislar a líderes como Robby. Nuevas acusaciones de manipulación financiera y tentativas de acoso ampliaron el conflicto. A pesar del respaldo inicial de los padres, Edgardo tomó represalias despidiendo a aliados como Edwin Fonseca, y permaneció implacable, intensificando sus acciones contra quienes desafiaron su autoridad.

## Lista de canciones
| N.º | Título                              | Escritor(es)                                            | Performer       | Duración |  |
| 1.  | «Viva! Bravo!»                      | A. Monroy, C. Villa, P. Cassella                        | Charlie Massó   | 3:24     |  |
| 2.  | «Al Di La Che Cosa C'è»             | A. Rich, H. Rice, L. Macchiarella                       | Raymond Acevedo | 4:25     |  |
| 3.  | «Baci Al Cioccolato»                | A. Monroy, C. Villa, L. Gane                            | Robby Rosa      | 4:12     |  |
| 4.  | «Il Primo Amore»                    | A. Monroy, Azuela, C. Villa, L. Macchiarella            | Charlie Massó   | 3:11     |  |
| 5.  | «Dolci Baci»                        | A. Monroy, Azuela, C. Villa, J. Seijas, L. Macchiarella | Ricky Martin    | 3:35     |  |
| 6.  | «Tu Come Stai (Senza me)»           | A. Monroy, C. Villa, P. Cassella                        | Robby Rosa      | 4:26     |  |
| 7.  | «Guardando Il Cielo Ed Un Gabbiano» | A. Monroy, C. Villa, P. Cassella                        | Raymond Acevedo | 3:42     |  |
| 8.  | «Vivi La Vita»                      | A. Monroy, Azuela, C. Villa, E. Diaz, V. Caldari        | Charlie Massó   | 2:59     |  |
| 9.  | «Sogni»                             | H. Rice, P. Cassella                                    | Robby Rosa      | 4:11     |  |
| 10. | «Acqua Candida»                     | A. Monroy, Azuela, C. Villa                             | Raymond Acevedo | 4:17     |  |
| 11. | «Vicino A Te»                       | A. Monroy, Azuela, C. Villa                             | Charlie Massó   | 3:59     |  |
| 12. | «La Più Carina»                     | A. Monroy, C. Villa, L. Macchiarella                    | Sergio Gonzalez | 3:34     |  |